# Jonas Fors
Jonas Fors, född 1 december 1927 i Nässjö, död 6 november 1991 i Växjö, var en svensk präst (domkyrkokomminister i Växjö, från 1989 med prosttitel). Han var välkänd under flera årtionden i Växjö stift genom sin utåtriktade och folkliga verksamhet, bland annat som skribent i Smålandsposten. Genom att kombinera sin prästgärning med ett stort idrottsintresse nådde han tusentals människor, bland annat med konfirmandundervisning i ishockeypojklags avbytarbås. Vid valet av biskop i Växjö 1991 röstade Jonas Fors på en för statskyrkan och regeringen oacceptabel kandidat, kvinnoprästmotståndaren Dag Sandahl, eftersom Fors menade att även minoriteten skulle företrädas i en demokrati. Jonas Fors är begravd på Norra Sandsjö kyrkogård.